# Jüdischer Friedhof (Belmonte)
Der Jüdische Friedhof Belmonte wurde 2001 eingeweiht und ist einer der jüngsten jüdischen Friedhöfe in Portugal. Er liegt in der Kleinstadt (Vila) Belmonte im gleichnamigen Kreis (Concelho) Belmonte und heißt Cemitério Fortuna Azulay.

## Lage
Der Friedhof befindet sich gut einen Kilometer südlich der historischen Innenstadt von Belmonte und etwa einen halben Kilometer außerhalb der geschlossenen Ortschaft nahe der Nationalstraße 345 auf einem Hügel. Der Jüdische Friedhof schließt direkt südlich des Friedhofs von Belmonte an und ist von diesem durch eine Mauer getrennt.

## Geschichte
In Belmonte existiert seit Jahrhunderten eine der letzten Marranengemeinden Portugals – Juden, die während der Inquisition gewaltsam christianisiert wurden und dann im Verborgenen Teile ihres alten Glaubens weiter lebten. Ende der 1980er konvertierte ein Teil dieser Gemeinde zum Judentum. 1996 konnte die neue jüdische Gemeinde die Synagoge Bet Eliahu einweihen. Zu diesem Zeitpunkt bestand die Gemeinde aus ca. 170 Personen.
Gleichzeitig erfolgte die Grundsteinlegung für einen eigenen Friedhof, der 2001 eingeweiht wurde. Er erhielt den Namen Cemitério Fortuna Azulay nach der verstorbenen Frau des marokkanischen Juden Salomon Azoulay, der den Bau des Friedhofs gestiftet hatte. Der Friedhof besteht aus 50 Parzellen, auf denen 300 Gräber angelegt werden können. Stand Frühjahr 2024 sind seit der Eröffnung gut ein Dutzend Bestattungen vorgenommen worden.

## Beschreibung
Der Friedhof ist rechteckig angelegt und hat eine geschätzte Grundfläche von etwa 400 Quadratmetern. Das Gelände ist von einer etwa drei Meter hohen Mauer umgeben, die weiß gestrichen ist. Den Eingang markiert ein zweiflügeliges Stahltor, über jedem Flügel ist ein halbrundes Dekorationselement angebracht. Mittig über den beiden Torflügeln ist ein Davidstern eingefügt, rechts und links vom Tor befinden sich Hinweisschilder mit hebräischen und portugiesischen Inschriften.
Hinter der Tür liegt der geschotterte Hauptweg, rechts und links davon sind die Grabstellen und Gräber angelegt. Direkt hinter dem Eingangstor rechts befindet sich ein einstöckiges Gebäude mit Walmdach, das als Taharahaus für die Leichenwaschung genutzt wird.